# Saison 1968-1969 du CR Belcourt
Chronologie
Saison précédente Saison suivante
La saison 1968-1969 du CR Belcourt est la 6e saison du club en première division du championnat d'Algérie. Le club s'adjuge le doublé, Coupe et Championnat.

## Compétitions

### Championnat

#### Rencontres
| Date              | J           | Adversaire     | Lieu | Résultat | Buteurs pour le CRB                                                                | Références |
| MATCHES ALLER     |             |                |      |          |                                                                                    |            |
| 15 septembre 1968 | 1re journée | MC Oran        | ext. | 0 - 1    | /                                                                                  |            |
| 22 septembre 1968 | 2e journée  | USM Annaba     | dom. | 3 - 0    | .....                                                                              |            |
| 29 septembre 1968 | 3e journée  | ES Guelma      | ext. | 3 - 1    | .......                                                                            |            |
| 6 octobre 1968    | 4e journée  | RC Kouba       | ext. | 1 - 2    | ......                                                                             |            |
| 2 janvier 1969*   | 5e journée  | USM Bel-Abbès  | ext. | 0 - 0    | /                                                                                  |            |
| 20 octobre 1968   | 6e journée  | MC Alger       | ext. | 1 - 0    | Bousseloub 21e                                                                     |            |
| 27 octobre 1968   | 7e journée  | ASM Oran       | dom. | 3 - 0    | Kalem 57e 70e, Lalmas 59e                                                          |            |
| 3 novembre 1968   | 8e journée  | NA Hussein Dey | ext. | 7 - 1    | Lalmas 32e, Kalem 42e 72e, Selmi 20e, Achour 29e, Nazef 54e (csc), Farhi 57e (csc) |            |
| 24 novembre 1968  | 9e journée  | JS Djidjel     | dom. | 1 - 0    | .....                                                                              |            |
| 1er décembre 1968 | 10e journée | MC Saïda       | dom. | 1 - 0    | Kalem 13e                                                                          |            |
| 8 décembre 1968   | 11e journée | ES Sétif       | ext. | 2 - 0    | ....                                                                               |            |
| MATCHS RETOUR     |             |                |      |          |                                                                                    |            |
| 19 janvier 1969   | 12e journée | MC Oran        | dom. | 3 - 2    | Selmi 29e, Lalmas 80e, Boudjenoun 89e                                              |            |
| 16 février 1969   | 13e journée | USM Annaba     | ext. | 3 - 5    | ....                                                                               |            |
| 2 mars 1969       | 14e journée | ES Guelma      | dom. | 1 - 2    | .....                                                                              |            |
| 16 mars 1969      | 15e journée | RC Kouba       | dom. | 0 - 0    | /                                                                                  |            |
| 30 mars 1969      | 16e journée | USM Bel-Abbès  | dom. | 2 - 1    | Boudjenoun 36e 63e                                                                 |            |
| 4 mai 1969        | 17e journée | MC Alger       | dom. | 3 - 1    | Achour 3e, Lalmas 68e 72e                                                          |            |
| 18 mai 1969       | 18e journée | ASM Oran       | ext. | 1 - 1    | Achour 67e                                                                         |            |
| 25 mai 1969       | 19e journée | NA Hussein Dey | dom. | 5 - 2    | Achour 58e 77e, Kalem 61e, Lalmas 68e, Djilali Selmi 89e                           |            |
| 1er juin 1969     | 20e journée | JS Djidjel     | ext. | 0 - 0    | /                                                                                  |            |
| 15 juin 1969      | 21e journée | MC Saïda       | ext. | 0 - 3    | Match perdu par forfait                                                            |            |
| 22 juin 1969      | 22e journée | ES Sétif       | dom. | 1 - 0    | .......                                                                            |            |

#### Classement final
Le classement est établi sur le barème de points suivant : une victoire vaut 3 points, un match nul 2 points et une défaite 1 point.
| Rang | Équipe         | Pts | J  | G  | N | P  | Bp | Bc | Diff |
| ---- | -------------- | --- | -- | -- | - | -- | -- | -- | ---- |
| 1    | CR Belcourt C  | 52  | 22 | 13 | 4 | 5  | 42 | 22 | +20  |
| 2    | MC Oran        | 50  | 22 | 12 | 4 | 6  | 35 | 16 | +19  |
| 3    | USM Bel-Abbès  | 47  | 22 | 10 | 5 | 7  | 23 | 18 | +5   |
| 4    | MC Alger P     | 46  | 22 | 11 | 2 | 9  | 28 | 24 | +4   |
| 5    | ES Guelma      | 44  | 22 | 10 | 2 | 10 | 31 | 35 | -4   |
| 6    | USM Annaba     | 43  | 22 | 10 | 2 | 10 | 37 | 37 | 0    |
| 7    | ES Sétif T     | 42  | 22 | 7  | 6 | 9  | 22 | 24 | -2   |
| 8    | RC Kouba       | 42  | 22 | 8  | 4 | 10 | 25 | 29 | -4   |
| 9    | NA Hussein Dey | 42  | 22 | 7  | 6 | 9  | 28 | 36 | -8   |
| 10   | JS Djidjelli P | 42  | 22 | 7  | 6 | 9  | 17 | 28 | -11  |
| 11   | ASM Oran       | 39  | 22 | 6  | 5 | 11 | 13 | 24 | -11  |
| 12   | MC Saïda       | 38  | 22 | 5  | 6 | 11 | 19 | 29 | -10  |

Résultat
- Qualifié pour la Coupe des clubs champions 1970

Relégation
- Relégation en Nationale II

Abréviations
T : Tenant du titre

C : Vainqueur de la Coupe d'Algérie 1968-1969

P : Promus de Nationale II

### Coupe d'Algérie

#### Rencontres
| Date             | Tour                       | Adversaire    | Stade (ville)           | Résultat | Buteurs pour le CRB                       |
| 15 décembre 1968 | Trente-deuxièmes de finale | ASPTT Alger   | Stade Bologhine Alger   | 7 - 1    | ........                                  |
| 2 février 1969   | Seizièmes de finale        | USM Bel-Abbès | Stade El Anasser, Alger | 4 - 1    | .........                                 |
| 23 février 1969  | Huitièmes de finale        | JSM Tiaret    | Stade 19 juin d'Oran    | 1 - 0    | Boudjenoune 1re (15e s)                   |
| 6 avril 1969     | Quart de finale            | WA Boufarik   | Stade El Anasser, Alger | 1 - 0    | .........                                 |
| 11 mai 1969      | Demi finale                | MC Oran       | Stade du 19 juin Oran   | 1 - 1    | Achour 30e                                |
| 28 mai 1969      | Demi finale match d'appui  | MC Oran       | Stade El Anassers Alger | 2 - 0    | Djemaa 44e, Lalmas 84e                    |
| 8 juin 1969      | Finale                     | USM Alger     | Stade El Anassers Alger | 1 - 1    | Messahel 20e                              |
| 12 juin 1969     | Finale (match d'appui)     | USM Alger     | Stade El Anassers Alger | 5 - 3a.p | Lalmas 4e 100e 116e, Kalem 65e, Achour 95 |

## Statistiques

### Meilleur buteur
Hacène Lalmas : (13) en championnat et 4 buts en coupe.